# سيمون يونغ
سيمون يونغ (بالإنجليزية: Simon Young)‏ هو سياسي بريطاني، ولد في 11 أغسطس 1823 في آدمزتاون في المملكة المتحدة، وتوفي في 26 سبتمبر 1893.